# 西索瓦·芝万莫尼拉
西索瓦·芝万莫尼拉（1936年2月1日—2016年12月28日），柬埔寨政治人物、演員。他是西索瓦王室成员，也是诺罗敦·西哈努克的舅舅。
芝万莫尼拉是西索瓦·莫尼旺國王的兒子，母親是Khun Preah Moneang Norleak Yin That。他在金邊唸完中學後，進入柬埔寨皇家空軍學院學習，後於1956年畢業。曾在摩洛哥馬拉喀什的法軍基地以及美國威廉姆斯空军基地受訓，成為一名噴氣式飛機飛行員。1968年至1969年期間，進入柬埔寨皇家步兵學院學習，以營指揮官的身份畢業。
1970年柬埔寨政變後，西哈努克流亡中國。1973年，在美國總統的干涉下，芝万莫尼拉的姐姐哥沙曼王后被允許前往中國就醫。芝万莫尼拉一家陪同哥沙曼前往中國，隨後加入了柬埔寨全國解放陣線，並在柬埔寨王國民族團結政府的外交部任職。
1975年4月紅色高棉佔領金邊後，他沒有回到柬埔寨，而是離開中國前往南斯拉夫，獲得總統约瑟普·布罗兹·铁托的歡迎。1976年移民法國，1981年取得美國永久居留權。他有7個子女被紅色高棉殺害。此後，他曾參演《杀戮战场》（1984年）和《战火浮生》（1986年），這兩部電影後來都獲得奧斯卡金像獎。
芝万莫尼拉於1994年回到柬埔寨，加入奉辛比克黨。歷任第一首相拉那烈、西哈努克國王等人的私人顧問。1999年3月25日，他當選參議院的首任第一副議長（議長為謝辛、第二副議長為涅本蔡）。他曾一度被認為是柬埔寨國王的有力候選人之一。2004年西哈莫尼國王繼位之後，他被封為親王，任西哈莫尼國王的私人顧問。2012年4月，他以健康問題為由辭去參議院的職務，但仍保留國王私人顧問的職務以及副首相的待遇。2016年在金邊去世。

## 外部連結
- 西索瓦·芝万莫尼拉在互联网电影资料库（IMDb）上的資料（英文）